# Коршуновка (Волгоградская область)
Коршуновка — село в Старополтавском районе Волгоградской области России, в составе Гмелинского сельского поселения. Село расположено в степи в 25 км южнее села Гмелинка.
Население - 25 (2012)

## История
Основано как отделение организованного в период коллективизации совхоза "Юнгштурм". Населённый пункт относился к Гмелинскому кантону АССР немцев Поволжья.
28 августа 1941 года был издан Указ Президиума ВС СССР о переселении немцев, проживающих в районах Поволжья. Немецкое население АССР немцев Поволжья депортировано, населённый пункт в составе Гмелинского района передан Сталинградской области. Впоследствии переименован в село Коршуновка.
В 1950 году в связи с ликвидацией Гмелинского района передан в состав Старополтавского района.

## Население
Динамика численности населения по годам:
| 1987 | 2002 |
| ---- | ---- |
| ≈160 | 43   |

| 2010 | 2012 |
| ---- | ---- |
| 17   | ↗25  |